# Pulpo gigantesco

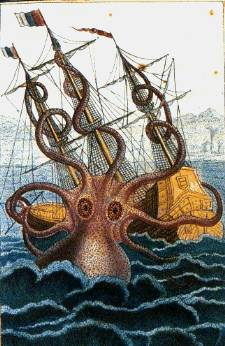
Dibujo del malacólogo Pierre Dénys de Montfort, 1801, de las descripciones de los marineros franceses según se dice fueron atacados por tal criatura en la costa de Angola

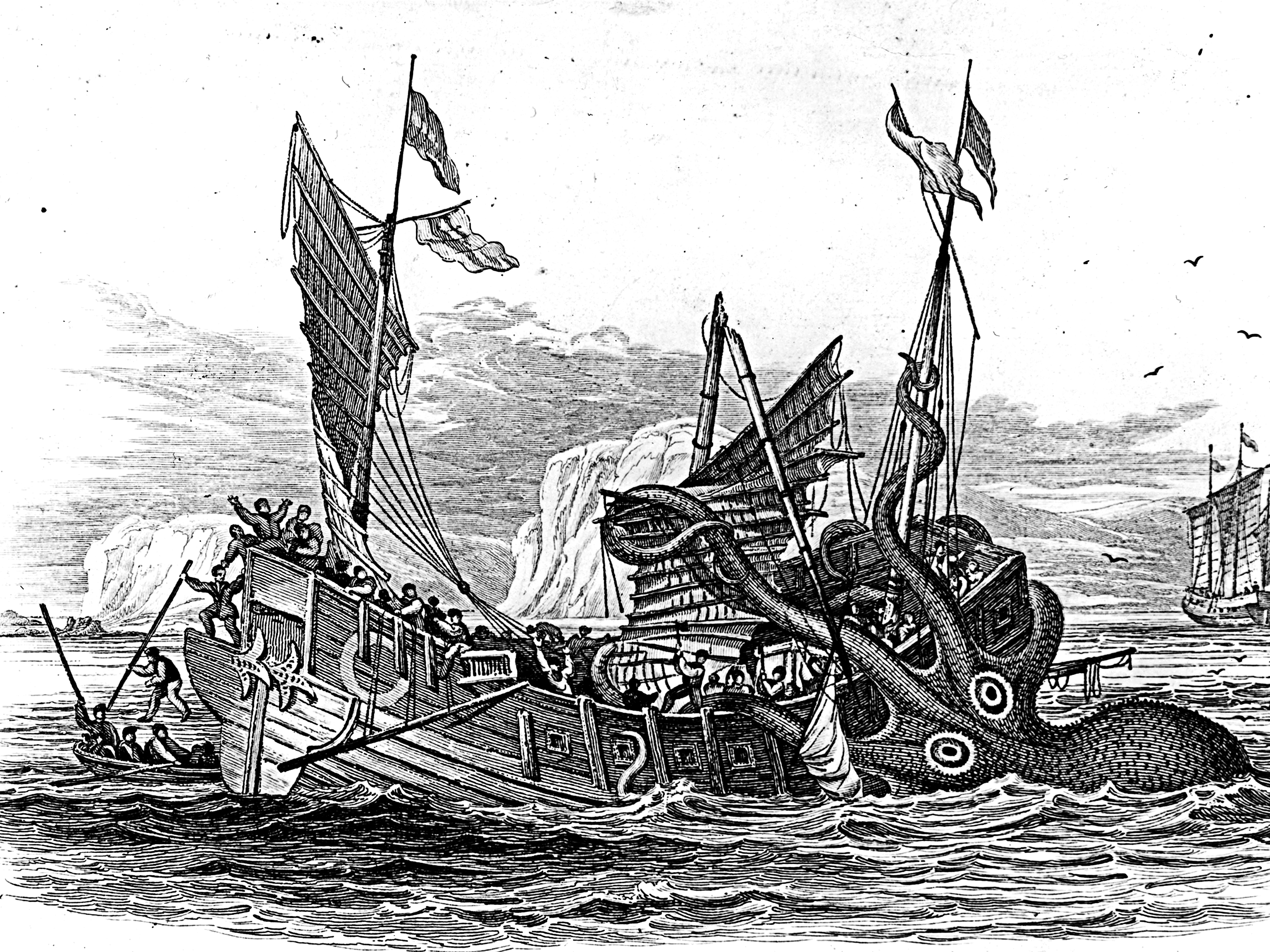
Dénys de Montfort "Pulpo Colosal" ataca un barco mercante.

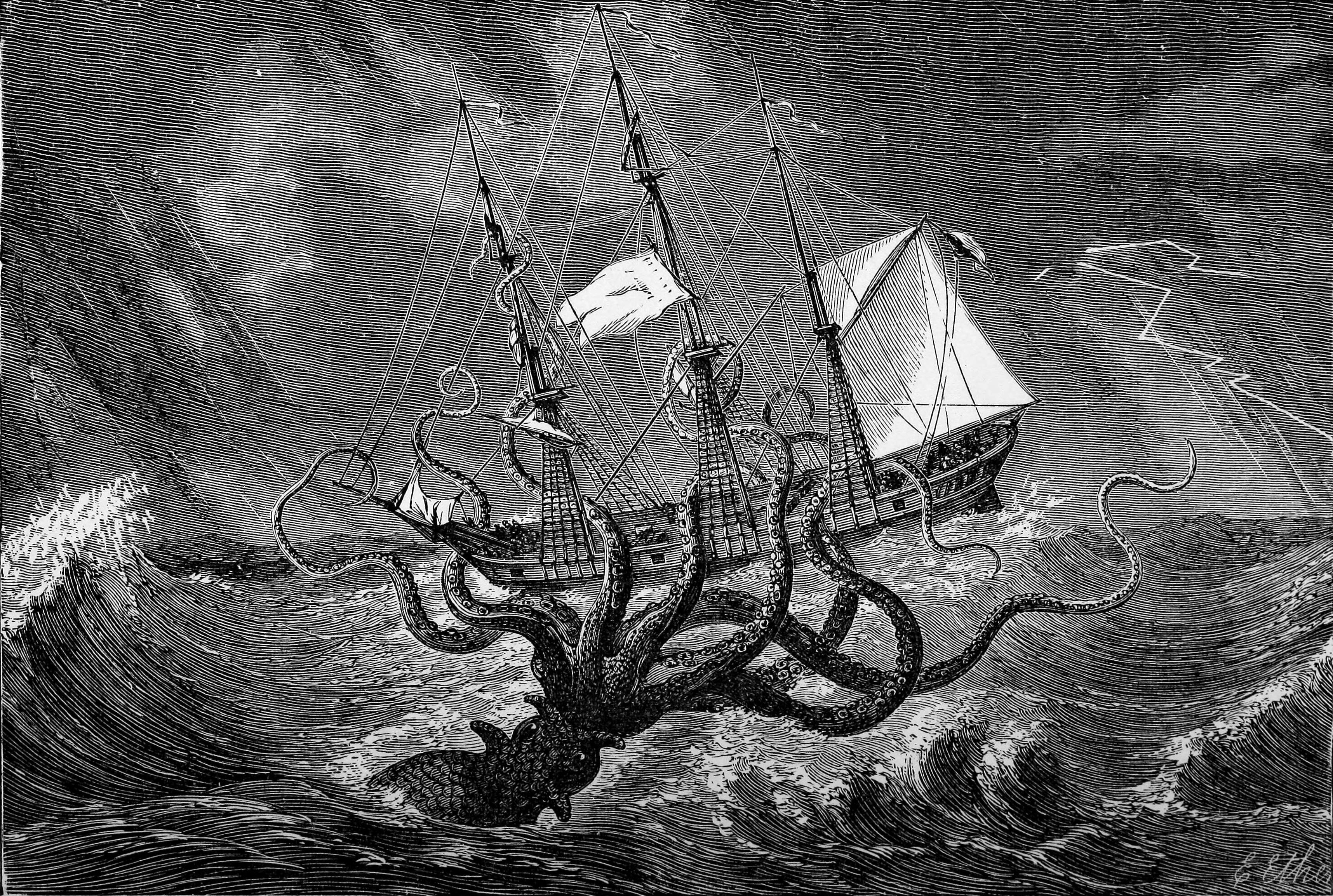
Representación imaginaria de un pulpo gigantesco atrapando un barco.

Una especie desconocida de pulpo gigantesco ha sido hipotetizada como fuente de reportes de monstruos marinos como el lusca, el kraken y el akkorokamui así como la fuente de algunos cadáveres muy deteriorados de origen desconocido conocidos en inglés como globsters, como el Monstruo de San Agustín. A la especie que presuntamente representa este monstruo se le ha asignado el nombre binomial de "Octopus giganteus" (Latín: pulpo gigante) y "Otoctopus giganteus" (prefijo griego: oton = oreja; pulpo de oreja gigante), a pesar de que estos no son válidos bajo las reglas del ICZN.
No deben ser confundidos con los conocidos pulpos gigantes del Pacífico, los cuales son miembros del genus Enteroctopus, y pueden crecer a una longitud total de más de 6 m. El pulpo gigantesco se asume es mucho más grande.

## Historia
En 1802 el malacólogo francés Pierre Denys de Montfort en su Histoire Naturelle Générale et Particulière des Mollusques reconoció la existencia de dos clases de pulpo gigante. El primero es el kraken, que Denys de Montfort creyó había sido descrito no solo por marineros noruegos y balleneros norteamericanos, sino también por escritores antiguos como Plinio el Viejo. El segundo, el mucho más grande pulpo colosal, que se dice atacó un barco de navegación de Saint-Malo en la costa de Angola.
Un pulpo gigantesco ha sido propuesto para identificar el cadáver gigante, conocido como el Monstruo de St. Augustine, que encalló en St Augustine, Florida, en 1896. Sin embargo, las muestras de este espécimen sometidas casi un siglo después a microscopia electrónica y a análisis bioquímico fueron identificadas como «masas de colágeno puro» y no poseían las «características bioquímicas de colágeno de invertebrado, ni el arreglo de fibra del colágeno del manto de pulpo». Los resultados sugieren que las muestras son «piezas grandes de piel vertebrada [...] de un enorme ser de sangre caliente», un trozo descompuesto de ballena.

## Lectura adicional
- Heuvelmans, B. El Kraken y el Pulpo Colosal (2003) Kegan Paul. Londres.
- Raynal, Michel (1994). «The Case for the Giant Octopus».  En Steve Moore, ed. Fortean Studies 1. London: John Brown Publishing. pp. 210-234. ISBN 1-870870-557.

- Esta obra contiene una traducción total derivada de «Gigantic octopus» de Wikipedia en inglés, concretamente de esta versión del 7 de enero de 2015, publicada por sus editores bajo la Licencia de documentación libre de GNU y la Licencia Creative Commons Atribución-CompartirIgual 4.0 Internacional.

- Datos: Q4137989